# Best Kept Secret (festival)
Best Kept Secret is een driedaags muziekfestival dat sinds 2013 jaarlijks in het Noord-Brabantse Hilvarenbeek op het terrein van de Beekse Bergen wordt gehouden.

## Geschiedenis
Het festival wordt georganiseerd door boekingskantoor Friendly Fire en richt zich uitsluitend op muziek. In juni 2013 vond de eerste driedaagse editie plaats bij het Safaripark Beekse Bergen, deze was met 15.000 bezoekers per dag uitverkocht. De programmering bestaat uit enkele grote namen en veel nieuwere acts, voornamelijk op het gebied van indie, pop, garagerock, rap en elektronische dansmuziek. Ook (post)punk, metal, alternatieve rock, jazz, folk, americana, electronische subgenres als dubstep en breakbeat en spannende namen uit Afrika en Azië zijn op Best Kept Secret te vinden. Het evenemententerrein Beekse Bergen waar Best Kept Secret plaatsvindt ligt aan het Victoriameer en bezoekers van het festival kunnen overnachten op de camping of in het naastgelegen bungalowpark van Beekse Bergen.
Het festival was genomineerd voor twee European Festival Awards en werd door de Vereniging Nederlandse Poppodia en -Festivals uitgeroepen tot beste festival van 2013. Ook in 2023 won Best Kept Secret een European Festival Award.
Na de periode van de corona-jaren, toen er geen festivals waren, werd onder leiding van de nieuwe festivaldirecteur Maurits Westesterik het festival uitgebreid met The Lodge, een grote blokhut op het evenemententerrein, waar aan lange tafels door muzikale chefkoks maaltijden geserveerd worden. Nieuw is ook de samenweking onder de naam MHSessions, waar de Muziekgieterij uit Maastricht en popmagazine Heaven optredens van beginnende bands gekoppeld aan een interview organiseren.

## Line-ups

### 2025
Michael Kiwanuka, Soulwax, Eefje de Visser, Deftones, TV on the Radio, Wilco, Barry Can't Swim, Amenra, Blanco White, Caribou, Djo, Glass Beams, Kae Tempest, Kneecap, L'Impératrice, Lucy Dacus, Magdalena Bay, Nia Archives, Nilüfer Yanya, Orchestra Baobab, Songhoy Blues, The Backseat Lovers, The Dare, The Streets, Antal, Baby Berserk, Big Special, Brass Rave Unit, Brihang, Cassandra Jenkins, Christian Lee Hutson, Cliffords, Danilo Plessow (MCDE), Das Pop, Daufødt, Divorce, DJ Storm, Droom Dit, Dummy, Elephant, Ellis•D, Erol Alkan (dj), Fcukers, Frost Children, Gouge Away, Horsegirl, Jacob Alon, Jasmine.4.T, Kabeaushé, Khana Bierbood, King Hannah, Kin'gongolo Kiniata, L.A. Sagne, Lander & Adriaan, Long Fling, Maria Iskariot, Paceshifters, Personal Trainer, Pigs Pigs Pigs Pigs Pigs Pigs Pigs, Rats on Rafts, Remy van Kesteren, Sailor Honeymoon, Seun Kuti & Egypt 80, Snapped Ankles, Spellling, Split System, The Pill, The Thing, The Vices, they are gutting a body of water, This Is Lorelei, TVOD, Ugly, Waxahatchee, Wine Lips, WITCH, WU LYF, Yīn Yīn, Youth Lagoon, Merce Lemon, Iris Jean, Lael Neale, Morpheus, Daniela Pes, TJE, Kaat Van Stralen, Emma Hessels, Ciska Ciska + dj's

### 2024
Justice, PJ Harvey, Paolo Nutini, Disclosure, Slowdive, St. Vincent, Tramhaus, Jockstrap, Mula B, Mannequin Pussy, Gurriers, Royel Otis, Osees, BADBADNOTGOOD, Mildlife, Amyl and the Sniffers, Porcelain ID, néomí, Baxter Dury, Merol, The Haunted Youth, Parker Fans, Upchuck, Viagra Boys, The Mary Wallopers, Minyo Crusaders, Floating Points, De Jeugd van Tegenwoordig, Vince Staples, Parcels, Libianca, Fatoumata Diawara, Tamino, Ki/Ki, Altın Gün, Omar Apollo, La Femme, St. Paul & The Broken Bones, Warhaus, billy woods, Water from Your Eyes, Dorian Electra, Alice Phoebe Lou, Etran De l'Aïr, Sprints, English Teacher, Snõõper, Militarie Gun, Katy Kirby, The Armed, Chastity Belt, Library Card, Sofia Kourtesis (live), The Mysterines, Grace Cummings, Ratboys, Faux Real, The Amazons, Cashu, Slow Pulp, Cherry Glazerr, Texoprint, Deijuvhs, Pip Blom, Blck Mamba, Tjade, Droom Dit, Black Rave Culture, Bambii, The Indien, YHWH Nailgun, Ada Oda, Ali, CMAT, Coloray, Hiqpy, Winter, Iconic (Queer Pop), Infinity Song, Lambrini Girls, Paris Paloma, Thandii, Vals Alarm, Affaire, Ise, Lézard + dj's

### 2023
Aphex Twin, The Chemical Brothers, Oscar and the Wolf, Young Fathers, Caroline Polachek, The Mars Volta, Young Marco, The 1975, Nation of Language, Pitou, Charlotte Adigéry & Bolis Pupul, Black Country, New Road, De Staat, Psychedelic Porn Crumpets, Kevin Morby, Alvvays, Joey Valence & Brae, Christine and the Queens, Lambrini Girls, Crack Cloud w/choir, Cola, Cumgirl8, Sudan Archives, Personal Trainer, Julia Jacklin, Interpol, Japanese Breakfast, Kurt Vile & The Violators, Two Door Cinema Club, Unknown Mortal Orchestra, Röyksopp, Sylvie Kreusch, Billy Nomates, Tinariwen, Dope Lemon, Big Joanie, Lankum, Alex G, Goldband, Oumou Sangaré, The Comet Is Coming, Sorry, The Voidz, Erika De Casier, Arlo Parks, Gaye Su Akyol, Pongo, Terzij de Horde, Surf Curse, HAAi, Hermanos Gutiérrez, CLT DRP, Yot Club, Frankie Stew & Harvey Gunn, Gretel Hänlyn, Hammok, Silvana Estrada, Wodan Boys, M(h)aol, Sarah Neutkens x Kamerata Zuid, Glass Beams, Somebody's Child, The Cool Greenhouse, Job & Fred Band, Marathon, Lime Garden, Sophie Straat, Sir Chloe, Stone, Bumble B. Boy, MICH, Peach Pit, De Toegift, Stoop Kid + dj's

### 2022
Nick Cave & The Bad Seeds, The Strokes, alt-J, Jamie xx, Fontaines D.C., Jessie Ware, Savages, King Gizzard & The Lizard Wizard, Tramhaus, Big Thief, Kikagaku Moyo, Porridge Radio, Genesis Owusu, Sampa The Great, Amenra, Metronomy, 2manydj's (live), Gustaf, Sigrid, DIIV, black midi, Froukje, St. Paul, Mura Masa, Wolf Alice, Sad Night Dynamite, Beach House, dEUS, L'Rain, Leon Bridges, Beach Bunny, Novastar, Pip Blom, 4B2M, Sky Ferreira, Automatic, Altın Gün, Nilüfer Yanya, Spellling, Jenny Beth, Future Husband, Merol, Just Mustard, Yin Yin, Meskerem Mees, Holly Humberstone, John Talabot, The Vices, Unschooling, Talk Show, Cero Ismael, Giant Rooks, Nagasaki Swim, Luz, Jensen Mcrae, Boy Pablo, Keiyaa, Sef & het El Salvador Ensemble, Wies, Sophie Straat, Mavis Staples, Elias Mazian, Faye Webster, Iceage, Yasmin Williams, Carista, Cassandra Jenkins + dj's

### 2019

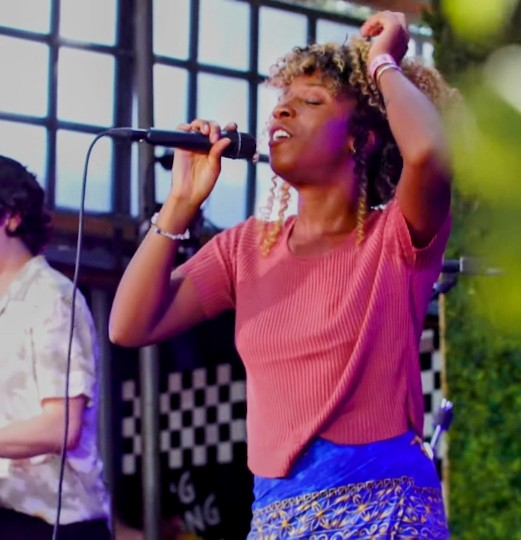
Charlotte Adigéry live session at Best Kept Secret 2019

Kraftwerk 3D, Bon Iver, Christine and the Queens, Lizzo, Big Thief, Sports Team, Kate Tempest, Crack Cloud, Fat White Family, BCUC, Carly Rae Jepsen, Whispering Sons, Giant Swan, Kurt Vile & the Violators, Guided by Voices, Charlotte Gainsbourg, Death Grips, Mac DeMarco, Stereolab, Shame, The Raconteurs, Lewsberg, Julia Holter, Princess Nokia, Personal Trainer, Cigarettes After Sex, Interpol, Spiritualized, Stephen Malkmus and the Jicks, Cate Le Bon, Primal Scream, Aldous Harding, DJ Koze, Liz Phair, Sophie, Georgia Anne Muldrow, Indian Askin, John Grant, Julien Baker, Krystal Klear, Phosphorescent, Toro Y Moi, Wallows, Wooden Shjips, Yves Tumor (live band), The Beths, Psychedelic Porn Crumpets, Ex Hex, Snail Mail, Lucy Dacus, Charlotte Adigéry, Kate NV, Faye Webster, Blossoms, SHHT, Broeder Dieleman, Borokov Borokov, Amy Root, Angie Mcmahon, Bbymutha, Blue Lab Beats, Bountyhunter, Caroline Rose, Catnapp, Cautious Clay, David Vunk, Denzel Himself, DITZ, Drknghts Collective, Efrim Manuel Meuck, Elias Mazian, Feng Suave, Fenna Fiction, Fornet, Gotu Jim, Haron, Helena Deland, Hop Along, Jambinai, Kelman Duran, Life, LSDXOXO, Mad Miran, Mike Rogers (dj-set), Mildlife, Miya Folick, Niels Broos, The Nude Party, Paula Tape, Priests, Puce Mary, Rizan Said, Romperayo, Ron Gallo, Selma Judith, St. Paul, Tala Drum Corps, Torus, Varg (live), Viagra Boys.

### 2018
Arctic Monkeys, LCD Soundsystem, The National, Downtown Boys, Alex Cameron, Vince Staples, Khruangbin, Chvrches, Ty Segall & The Freedom Band, Slowdive, Father John Misty, Wavves, Altın Gün, Los Pirañas, Optimo, Crows, Tyler, The Creator, Nana Adjoa, Superorganism, Pip Blom, Mogwai, Spoon, Four Tet (live), Lido Pimienta, John Maus, Deerhunter, Future Islands, Unknown Mortal Orchestra, Angus & Julia Stone, Job Jobse, Johan, Rodriguez, The Internet, The Kills, Warpaint, Wolf Alice, ...And You Will Know Us by the Trail of Dead, All Them Witches, Cocaine Piss, Nilüfer Yanya, Omni, Hinds, Preoccupations, The Comet Is Coming, Waxahatchee, Aldous Harding, Arp Frique (dj-set), Azrael Sucks, Bedouine, Big Ups,  Blu Samu, Braz, Bully, Candy Says, Carista, Container, De Rooie Jager, Dermot Kennedy, DJ Thelonious, Drahla, Dune Rats, Flohio, Gang of Youths, Gus Dapperton, Häxxan, Ionica Smeets, Isaac Gracie, Jay Som, Jlin (Live Av), Joep Beving, Kees Schaper (dj-set), Leroy Rey, Let's Eat Grandma, Mattiel, Michael Midnight, Moaning, Mozes and the Firstborn (dj-set), Naaz, Nadah El Shazly, Pale Waves, Palm, Pender Street Steppers, Pietju Bell, Pink Noise, Pitou, Ramses3000, Ray Fuego, Rex Orange County, Rostam, Shanti Celeste, Skatecafe (dj-set), St. Paul, Steve Davis & Kavus Torabi, Sudan Archives, Susanne Sundfør, SYML, Tala Drum Corps, The Districts, The Gospel sessions (dj-set), The Mauskovic Dance Band (dj-set), The Shacks, The Village (dj-set), THYS, Tom Grennan, Umfang, USA Nails, Vagabon, Venz, Volcano Boys, Yellow Days, Yous & Yay.

### 2017
Radiohead, Arcade Fire, Run the Jewels, Soulwax, King Gizzard & The Lizard Wizard, Thomas Azier, Kamaal Williams, Jenny Hval, Joey Purp, Ry X, Junun feat. Shye Ben Tzur & The Rajahstan Express, Mitski, Metronomy, Cloud Nothings, Vatican Shadow (live), Canshaker Pi, The Courtneys, Millionaire, Kikagaku Moyo, Her, Yung Nnelg, Section Boyz, The Homesick, Kelly Lee Owens, Iguana Death Cult, Agnes Obel, AURORA, James Blake, George Ezra, Thundercat, Whitney, Floating Points (solo live), Kaleo, The Boxer Rebellion, Thundercat, Wild Beasts, American Football, Arab Strap, Cass McCombs, Circa Waves, Joy Orbison, Real Estate, Strand of Oaks, The Thurston Moore Group, Thomas Dybdahl, Weval (live), Chris Cohen, Cigarettes After Sex, Laurel Halo (dj-set), Mannequin Pussy, Marlon Williams, Amber Arcades, Andy Shauf, Bob Verhoeven, Denis Sulta, Eppo Janssen, DJ Prime, Fil Bo Riva, Froth, Honeyblood, Hundred Waters, Jo Goes Hunting, Kadhja Bonet, Kaitlyn Aurelia Smith, Kim Janssen, Kornél Kovács, Kremlin Disko, Le Guess Who? dj crew, Leif Vollebekk, Lord Echo (dj-set), Michieltjee, Nuno Dos Santos (tropical dj-set), Piet Parra, Ramses3000, Rico (reggae dj-set), Show Me The Body, Sløtface, Spinvis (dj-set), St. Paul, STUFF., Sundara Karma, Tall Heights, The Amazons, The Japanese House, The Mystery Lights, The Parrots, The Wytches, Tommy Cash, Vessel, Yussef Dayes presents Black Focus, Zeal & Ardor.

### 2016
Beck, Editors, Jamie xx, Christine and the Queens, Wilco, Caribou, Explosions in the Sky, Wolf Parade, DIIV, Bewilder, Julien Baker, Samm Henshaw, Unknown Mortal Orchestra, Beak>, Koreless, Beach House, Liss, Bob Moses, Palmbomen II (live + dj-set), BADBADNOTGOOD, Fat White Family, VANT, Ryley Walker, Destroyer, Sevn Alias, Air, Two Door Cinema Club, Bloc Party, Half Moon Run, Yeasayer, Yelawolf, Asgeir, Dinosaur Jr., Band of Horses, Glass Animals, Low, Minor Victories, Mount Kimbie (dj-set), Oneohtrix Point Never, Preoccupations, Roman Flügel, Sleaford Mods, The Heavy, The Slow Show, Bombino, Indian Askin, Moon Duo, Mystery Jets, Psychic Ills, Sevdaliza, Weaves, Wild Nothing, Israel Nash, I am Oak, Alice on the Roof, Antal, Audacity, Beach Slang, Beaty Heart, Ben Penn, Black Box Revelation, Blossoms, Bordello A Parigi, Danny L Harle, Daphni, Dazzled Sticks, Der Wolfshund, Empress of, Ezra Furman, History of Hip Hop, Ho99o9, HONNE, Jameszoo (dj-set), Jasper Vee, Jonna Fraser, Kelvin jones, Kurt Overbergh, Nozinja, Pieter Jansen, Pional (live), Ray Boy, Remy Van Kesteren: Tomorrow Eyes, Sjamsoedin, Slow Magic, dj St. Paul, Ulrika Spacek, Vrijdagmiddag Disco, Woodie Smalls, zZz (dj-set).

### 2015
The Libertines, Noel Gallagher's High Flying Birds, ASAP Rocky, alt-J , Death Cab for Cutie, Johnny Greenwood & The London Contemporary Orchestra, Royal Blood, Daniel Romano, Typhoon, Ariel Pink, Föllakzoid, The Pop Group, Future Islands, Weval, Balthazar, Strand of Oaks, Kiasmos, St. Paul & The Broken Bones, The Vaccines, Kate Tempest, Blanck Mass, Reigning Sound, Liima, FIDLAR, SOHN, John Coffey, Marmozets, Larry Gus, Black Mountain, Pissed Jeans, Cho, Ride, The Jesus and Mary Chain (Psychocandy live), The Tallest Man on Earth, Earl Sweatshirt, First Aid Kit, Mew, Of Monsters and Men, Cashmere Cat, Chet Faker, Circa Waves, Eskmo, Future Brown, Temples, Afterpartees(dj-set), Alvvays, Applescal, Binkbeats, Boxed In, Cairo Liberation Front, Caspar, Cheatahs, Dan Deacon, Daniel Norgren, Daniel Wilson, Deakin (Animal Collective, dj-set), Dollkraut, Drenge, Eagulls, Evian Christ, Fickle Friends, Gengahr, Ghost Culture, God Damn, Hinds, Hookworms, Jonathan Toubin, Jungle by Night Soundsystem, Kane west, Kenny B (dj-set), Kero Kero Bonito, Kevin Morby, Kindness, Klangstof, Kuenta i Tambu, Le Scratch, Little May, Matthew E. White, METZ, Mike Mago (dj-set), Mourn, Nevermind The British, OFF!, Outfit, patten, Pretty Vicious, Rats on Rafts, Rhodes, Riptide, SEKOIA invites Polynation (live), dj Florinsz Janvier & Sirens of Saturn (live), Seven League Beats ft. Typhoon, dj St. Paul, Steve Gunn, Stroes, STUFF., Sue the Night, Sunset Sons, Swim Deep, The Coathangers, Tora, Vessels, Waxahatchee, Wolf Alice, Yak.

### 2014

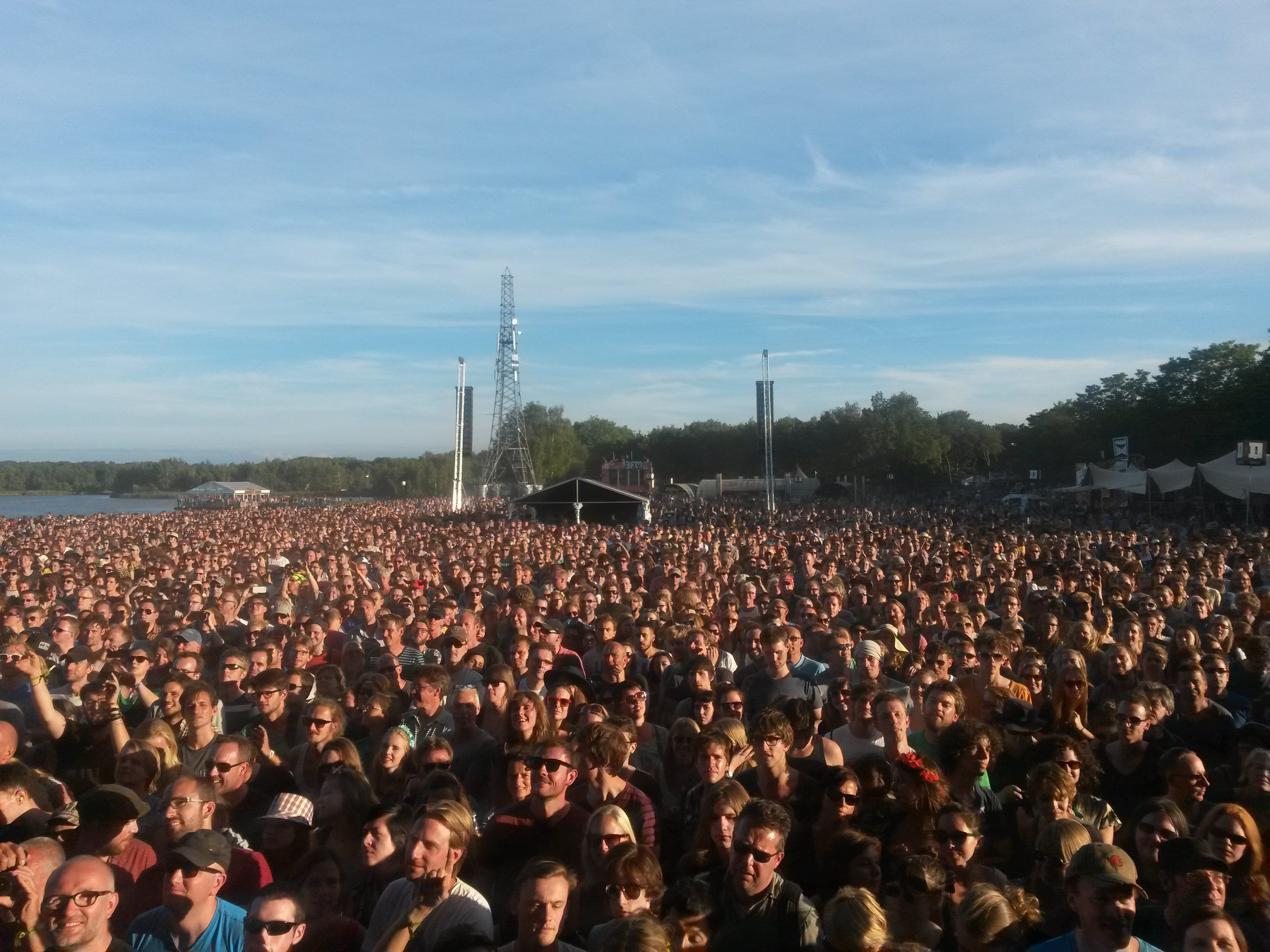
Zicht op het publiek vanaf het hoofdpodium tijdens de editie van 2014

Elbow, Franz Ferdinand, Interpol, Lykke Li, Pixies, Larry Gus, Connan Mockasin, The Notwist, together PANGEA, James Blake, The War on Drugs, Belle & Sebastian, Nils Frahm, Falco Benz, Peter Matthew Bauer, Slowdive, Metronomy, Mogwai, Fucked Up, Afterpartees, Girl Band, David Douglas, Chvrches, SOHN, Babyshambles, Caribou, Midlake, Daryll-Ann, Moss, Pink Mountaintops, Miles Kane, Angus & Julia Stone, Forest Swords, George Ezra, Midlake, The 1975, The Horrors, Wild Beasts, Archie Bronson Outfit, Ballet School, Bombay Show Pig, Breton, Broken Twin, Catfish and the Bottlemen, Childhood, Circa Waves, Cosmonauts, Deap Vally, Elephant Stone, Eaux, Fat White Family, Heavy Times, Honeyblood, I am Oak, Jaako Eino Kalevi, Jessy Lanza, Lyla Foy, Maydien, Modi, Night Beats, Oddisee, Pins, Pional (live), Radkey, Roosevelt, Ry X, Samaris, School Is Cool, September Girls, Star Slinger, dj St. Paul, Telegram, The Bots, The Preatures, The Wytches, Thumpers, Tijuana Panthers, Tokimonsta, To Kill a King, Traams, Truckfighters, Trust, Woman's Hour.

### 2013
Arctic Monkeys, Damien Rice, Sigur Rós, Portishead, traumahelikopter, Savages, alt-J, Fuck Buttons, Koreless, Swans, Pantha Du Prince, Bloc Party, Macklemore & Ryan Lewis, Black Dice, Balthazar, Agnes Obel, Thomas Azier, Cashmere Cat, No Age, Efterklang, Two Door Cinema Club, Swim Deep, Palma Violets, The Maccabees, Tyler, the Creator, Drenge, Wave Machines, Melody's Echo Chamber, Kashmir, Everything Everything, Jacco Gardner, The Black Angels, Money, Mozes and the Firstborn, Wavves, Idiot Glee, Suuns, Mikhael Paskalev, Wolf Alice, Black Lips, No, Allah-Las, Danny Brown, Kurt Vile & The Violators, Local Natives, Autre Ne Veut, Braids, Doldrums, Indians, Letherette, NO, Ofei, SKATERS, dj St. Paul, Space Dimension Controller, Splashh, Surfer Blood, Temples, The History of Apple Pie, Tourist.